# Domenico Valentino
Domenico Valentino (Caserta, 17 de mayo de 1984) es un deportista italiano que compitió en boxeo.
Ganó cinco medallas en el Campeonato Mundial de Boxeo Aficionado entre los años 2005 y 2013, y dos medallas en el Campeonato Europeo de Boxeo Aficionado, plata en 2011 y bronce en 2014.
Participó en tres Juegos Olímpicos de Verano, entre los años 2004 y 2012, ocupando el quinto lugar en Atenas 2004 y el quinto en Londres 2012, en el peso ligero.
En mayo de 2017 disputó su primera pelea como profesional. En su carrera profesional tuvo en total 13 combates, con un registro de 11 victorias y 2 derrotas.

## Palmarés internacional
| Campeonato Mundial | Campeonato Mundial       | Campeonato Mundial | Campeonato Mundial |
| Año                | Lugar                    | Medalla            | Categoría          |
| ------------------ | ------------------------ | ------------------ | ------------------ |
| 2005               | Mianyang (China)         | Medalla de bronce  | 60 kg              |
| 2007               | Chicago (Estados Unidos) | Medalla de plata   | 60 kg              |
| 2009               | Milán (Italia)           | Medalla de oro     | 60 kg              |
| 2011               | Bakú (Azerbaiyán)        | Medalla de bronce  | 60 kg              |
| 2013               | Almaty (Kazajistán)      | Medalla de bronce  | 60 kg              |
| Campeonato Europeo |                          |                    |                    |
| Año                | Lugar                    | Medalla            | Categoría          |
| 2004               | Pula (Croacia)           | Medalla de bronce  | 60 kg              |
| 2011               | Ankara (Turquía)         | Medalla de plata   | 60 kg              |